# Paul Callistus Sereno
Paul Callistus Sereno (nascut l'11 d'octubre de 1957) és un paleontòleg estatunidenc que ha descobert diverses espècies de dinosaures en diversos continents. Ha conduït excavacions en emplaçaments de Mongòlia interior, Argentina, Marroc i Níger. És professor a la Universitat de Chicago i un "explorador-en-residència" de National Geographic. És fill d'un carter i va créixer a Naperville, Illinois.
El més ampli descobriment publicat de Sereno és l'espècimen gairebé complet de Sarcosuchus imperator (popularment conegut com a SuperCroc) a Gadoufaoua, en el desert de Teneré de Níger. Altres troballes inclouen Eoraptor, Jobaria, Deltadromeus, el primer bon crani de Carcharodontosaurus, Afrovenator, Suchomimus i el pterosaure africà.